# НАДФ
Никотинамид-аденин-динуклеотид-фосфатът, (съкратено НАДФ+) е коензим използван в редица анаболитни и катаболитни процеси както в растителните, така и в животинските клетки.
НАДФН е редуцираната форма на НАДФ+. НАДФ+ се различава от НАД по наличието на допълнителна фосфатна група при 2' въглеродния атом на рибозния остатък свързан за адениновия остатък.

## При растения
Като част от електрон-транспортна верига, НАДФ− приема чрез феродоксин-НАДФ+ редуктазата електроните избити от фотосистема || в последната стъпка от веригата по време на светлината фаза на фотосинтезата. Полученият НАДФН се използва като източник на редукционни еквиваленти при биосинтетичната фаза на фотосинтезата известна като цикъл на Калвин. Като част от електрон-транспортата верига участва и в генерирането на протонен градиент необходим за синтеза на АТФ, чиято енергия се използва в тъмннината фаза на фотосинтезата.

## При животни
Главния източник на НАДФН е окислителната фаза на пентозофосфатния цикъл, където се генерира около 60% от нужния на клетката НАДФН.
НАДФН е източник на редуциращи еквиваленти при биосинтезни рекации и при окислително-редукционни реакции, участващи в защитните механизми от ROS (реактивни форми на кислорода), като регенерира (редуцира) глутатиона.
НАДФН също така е необходим за синтеза на мастни киселини, холестерол, като и удължаването на веригите на мастните киселини.
НАДФН е отговорен и за генерирането на свободни радикали като част от имунната защита, унищожавайки патогените.
Източник е на електрони и за цитохром P450, обезвреждащ неразтвооримите ароматни ксенобиотици.
| NADP+ |
| NADP+ |

| NADPH |
| NADPH |